# Puei Sant Peire
Puei-Sant Peire o Puei Sant Peire (en francès Puy-Saint-Pierre) és un municipi francès situat al departament dels Alts Alps i a la regió de Provença – Alps – Costa Blava.

## Demografia
| 1886                                       | 1962 | 1968 | 1975 | 1982 | 1990 | 1999 | 2006 | 2017 |
| ------------------------------------------ | ---- | ---- | ---- | ---- | ---- | ---- | ---- | ---- |
| 525                                        | 231  | 229  | 254  | 307  | 344  | 354  | 478  | 538  |
| Des de 1962: població sense dobles comptes |      |      |      |      |      |      |      |      |

## Administració
| Període   | Identitat            | Partit |
| --------- | -------------------- | ------ |
| 1989-2020 | Jean-Marius Barneoud |        |
| 2020-     | Vincent Faubert      |        |